# Сипакира
Сипакира (на испански: Zipaquirá) е град и община в централна Колумбия, департамент Кундинамарка. На езика на древната цивилизация чибча, населявала тези земи, името означава „Земята на Сипа“, а Сипа е титлата, давана на местния владетел. Градът е известен със своята подземна Солна Катедрала, която е построена в тунел на солната мина.

## География
Градът е разположен на около 50 км северно от столицата на страната и департамента Богота. Общината граничи с Тауса и Когуа на север, Кахипа и Табио на юг, Немокон, Гачансипа и Сопо на изток и Субачоке и Пачо на запад. Намира се в северната част на Кундинамарка в долината Абра, която от своя страна е част от географската област Кундибоясенско Алтиплано в източните Анди. Със своите 2652 м надморска височина Сипакира е на трето място по този показател сред колумбийските градове с население над 100000 души след Ипиалес и Тунха и на 23-то в света. Недалеч от града тече река Богота, приток на Магдалена.

### Климат
Средната максимална годишна температура в Сипакира е 17 °C, (най-горещите месеци са януари, юни, юли и декември със средна максимална температура от по 20 °C), а средната имнимална – 9 °C (най-студеният месец е януари със средна минимална температура от 7,6 °C). Годишните валежи са 713 мм, като най-дъждовен е месец октомври с 90 мм и 16 дъждовни дни, а най-малко валежи падат през януари – 26 мм и 7 дъждовни дни. Минимално количество снеговалеж (1 см) се наблюдава само през декември.

## История
Сипакира е един от най-старите градове в Колумбия. Корените му могат да бъдат проследени до епохата на испанската колонизация. Ранен испански източник от 1536 г. свидетелства за няколкостотин жилищни постройки с около 12000 жители на около 200 м над днешното местоположение на града. На 18 юли 1600 г. Луис Енрикес се установява на това място заедно с група работници и техните семейства и го нарича Сипакира, а малко по-късно започва строеж на църква. Пет години по-късно селището е преместено на днешното си място, защото оригиналното местоположение е плато, което предоставя твърде малко терен за развитие на селището, а заобикалящите го скали правят достъпа труден. Освен това испански закон забранява в селищата на коренното население да живеят външни хора, дори ако са закупили земя с тази цел.

## Икономика
Солната мина е била разработвана от чибчите векове преди да премине в ръцете на испанските заселници. В днешни дни в областта доминира селското стопанство, като особено развита е млечната промишленост. Освен това районът е един от най-големите производители на картофи в страната, които стигат дори и до пазарите на някои европейски държави. Друг важен отрасъл продължава да бъде производството на сол.

## Забележителности и култура
Солната катедрала е част от културния комплеск „Со̀лен парк“ – тематичен парк, посветен на минната индустрия, геологията и природните ресурси. Катедралата се счита за едно от най-големите постижения на колумбийската архитектура и често е определяна като архитекнурно бижу, а за популярността ѝ в страната свидетелства фактът, че тя получава най-много гласове в анкетата за 7-те чудеса на Колумбия и дори получава номинация за гласуването на Новите седем чудеса на света. Сред другите забележителности на Сипакира е старата част на града със своята колониална архитектура и сгради от 18 век.

## Транспорт
До града може да се стигне по шосе или с влак от Богота. В строеж е магистрала между двата града, чиято цел е да направи връзката по-бърза и по-безопасна – по стария път пътуването трае около час и половина, въпреки че разстоянието е само 50 км, а участъкът между Кахика и Сипакира е един от тези с най-много пътни инциденти в страната.

## Спорт
В града играе футболния отбор Форталеса, чиито най-голям успех е едно второ място във втора дивизия и участието му в Категория Примера А.